# Комітас
Коміта́с (вірм. Կոմիտաս; справжнє ім'я Согомо́н Согомоня́н, вірм. Սողոմոն Գևորգի Սողոմոնյան; 26 вересня 1869, Кютах'я — 22 жовтня 1935, Вільжуїф) — вірменський священник, композитор, фольклорист, співак і хоровий диригент.

## Біографія

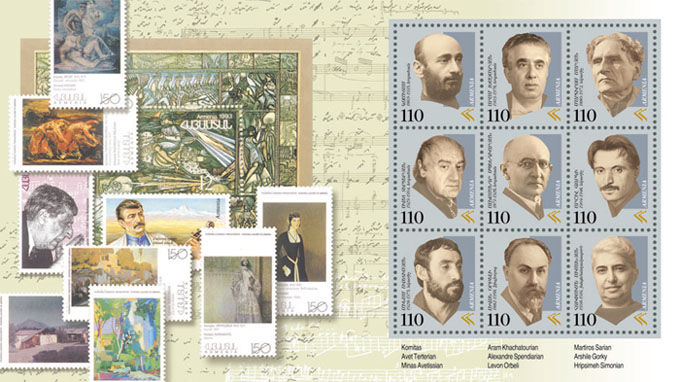
Комітас, Хачатурян, Сар'ян, Тертерян, Спендіарян, Горкі, Аветісян, Орбелі, Симонян

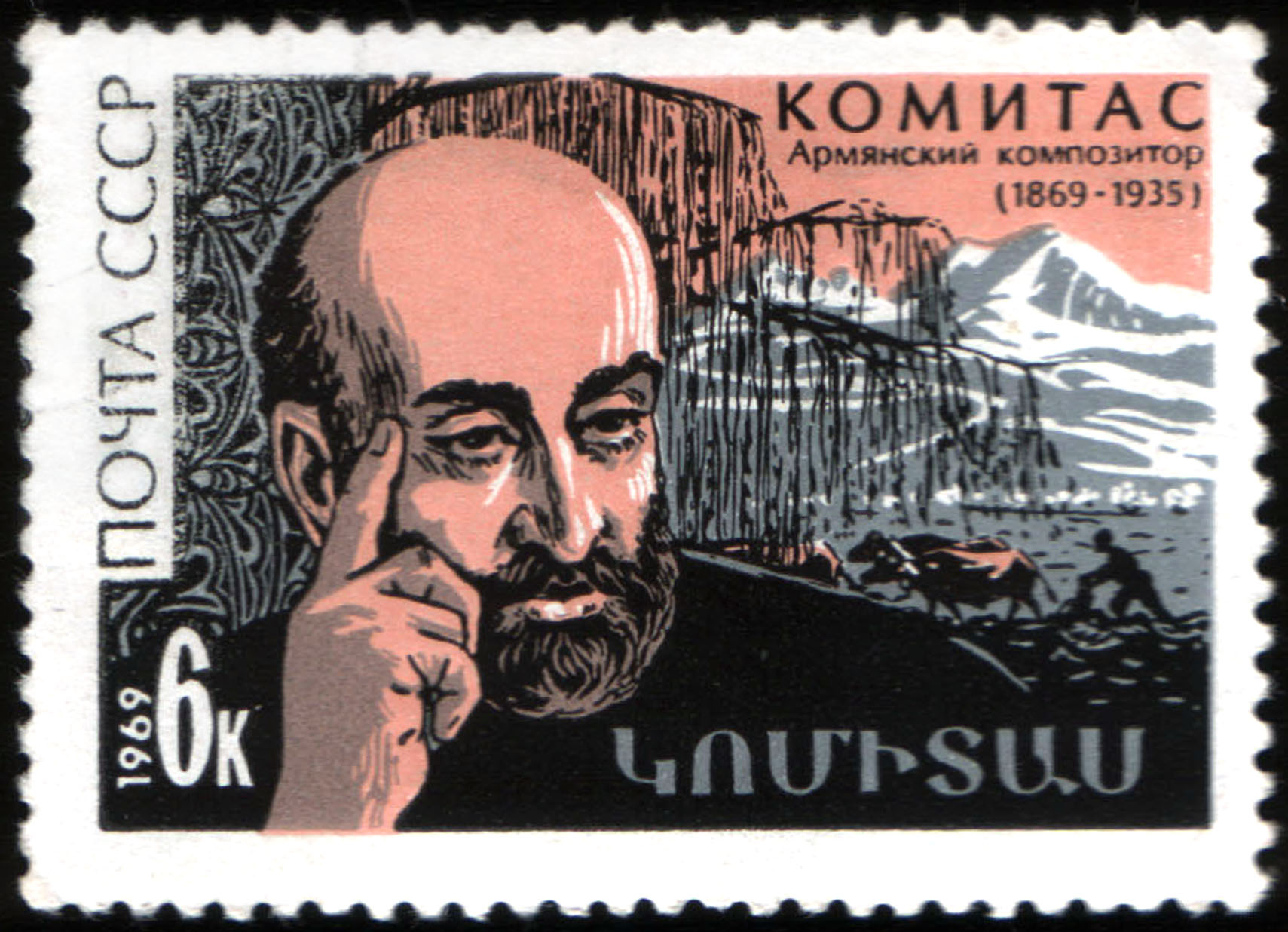
Поштова марка СРСР, присвячена Комітасу, 1969,
6 копійок (ЦФА 3799, Скотт 3645)

Батьком Согомона був Ґеворк Согомонян — швець, який любив музику, складав пісні і володів гарним голосом. Яскравими музичними здібностями відрізнялася також мати композитора — Тагуї, яка була килимарницею.
Дитинство Согомона було безрадісним і повним поневірянь. Він втратив матір, коли йому ще не було й року. Через зайнятість батька турботу про дитину взяла на себе бабуся. У 7 років Согомон поступив в місцеву початкову школу, після закінчення якої його батько відправив до Бурси — продовжувати навчання. Остання йому не вдалася і за 4 місяці він повернувся додому остаточно осиротілим: помер батько, а Согомону було лише 11 років.
Один з однокласників так згадував про Комітаса:
|  | Він був щуплим, слабким і блідим хлопчиком, завжди замисленим і добрим. Він погано одягався |

Согомона часто бачили сплячим на холодних каменях пральні. Він чудово співав, і не випадково, що в Кутіні його називали «маленьким бродячим співаком».
Своєму чудового голосу Согомонян був зобов'язаний також і тій події, яка ґрунтовно змінила весь хід його життя. У 1881 році священик Кутіну Г. Дерцакян повинен був виїхати в Ечміадзін — приймати сан єпископа. На прохання католикоса він мав привезти з собою голосистого хлопчика-сироту — на навчання до Ечміадзінської духовної семінарії. З 20 сиріт був обраний 12-річний Согомон. Оскільки в цей час в Кутіні заборонялося говорити вірменською, хлопчик розмовляв турецькою і на привітання католікоса Ґеворка IV відповів: «Я не розмовляю вірменською, якщо хочете — заспіваю». І своїм гарним сопрано заспівав вірменський Шаракан (духовний гімн), не розуміючи слів. Завдяки винятковим здібностям Согомон за короткий час досконало опановує вірменську мову.
У 1890 році Согомон присвячується в сан монаха. У 1893 він завершує навчання в семінарії, потім приймає сан священика та ім'я католікоса Комітаса — видатного поета VII століття, автора Шаракану. У семінарії Комітас призначається вчителем музики. Паралельно з викладанням Комітас створює хор, оркестр народних інструментів, обробки народних пісень, пише перші дослідження про вірменську церковну музику.
У 1895 році Комітас приймає духовний сан архімандрита. Восени того ж року їде в Тифліс, навчатися в музичному училищі. Але, зустрівшись з композитором Макаром Єкмаляном, який здобув освіту в Петербурзькій консерваторії, змінює свої наміри і вивчає в останнього курс гармонії. Ці заняття стали своєрідною предтечею і міцною основою для оволодіння європейською технікою композиції.
Подальші події життя Комітаса були пов'язані з великим музичним центром Європи — Берліном, куди він поїхав вчитися за протекцією католикоса, отримуючи фінансування від найбільшого вірменського нафтового магната Олександра Манташяна. Комітас вступає до приватної консерваторії професора Ріхарда Шмідта. Паралельно із заняттями останнього, Комітас також відвідує імператорський університет Берліна — лекції з філософії, естетики, загальної історії та історії музики. У роки навчання він мав можливість спілкуватися з європейською музикою — ще більше збагачуючи запас знань, займатися музично-критичною діяльністю. На запрошення Міжнародного музичного товариства він провів лекції, присвячені вірменській церковній та світській музиці в порівнянні з турецькою, арабською та курдською музикою.
У вересні 1899 року Комітас повертається в Ечміадзін і відразу розгортає свою музичну діяльність. У короткий час він докорінно змінює систему викладання музики в семінарії (серед його учнів відомий композитор Спиридон Мелікян), створює невеликий оркестр, доводить до досконалості виконавський рівень хору. Він обходить різні райони Вірменії, записуючи тисячі вірменських, курдських, перських та турецьких пісень, створює обробки пісень. Серйозно займається також науково-дослідною роботою, вивчає вірменські народні та духовні мелодії, працює над розшифровкою вірменських хазів, над теорією глас. Комітас у різних країнах світу виступав як виконавець і пропагандист вірменської музики. Композитор починає замислюватися і над великими, монументальними музичними формами. Має намір створити музичний епос «Сасна црер» і продовжує роботу над оперою «Ануш», яку розпочав ще в 1904 році.
Він зосереджує свою увагу на темах, що стосуються народної музичної творчості, розкриває зміст народних пісень. Звичайно, такий світогляд мав призвести до неминучого конфлікту між Комітасом і церквою. Поступово байдужість нових керівників, негативне ставлення відсталого шару церковних діячів, плітки і наклеп зросли настільки, що отруїли життя композитора — людини, яка залишилася в уявленні сучасників як абсолютно світська людина.
Конфлікт настільки поглибився, що Комітас відправляє лист католикосу, благаючи звільнити його і дозволити спокійно жити і творити. Це прохання залишається без відповіді, а переслідування Комітаса стає ще більш явним. У 1910 році Комітас залишає Ечміадзін і їде до Константинополя. Він думав, що там він знайде таке середовище, яке зрозуміє, захистить і заохотить його діяльність, і тут він зможе втілити свої мрії в реальність. Комітас хотів створити національну консерваторію, з якою пов'язував подальшу музичну долю свого народу. Але композитору не вдається здійснити це підприємство (втім, як і багато інших). Його натхненні ідеї зустрічали лише холодну байдужість місцевої влади.
У Константинополі Комітас організував мішаний хор з 300 чоловік, назвавши його «Гусан». Останній користувався великою популярністю. У його концертній програмі основне місце належало вірменським народним пісням. Комітас часто проводив свій час у поїздках з доповідями і лекціями, виступаючи в своїх концертах як соліст і диригент. Композитор чудово володів флейтою і фортепіано. Він був обдарований великою силою впливу на своїх слухачів.
Мистецтвом Комітаса були підкорені відомі музиканти: Венсан д'Енді, Габріель Форе, Каміль Сен-Санс. У 1906 році після одного з концертів видатний французький композитор Клод Дебюссі схвильовано вигукнув: «Геніальний батько Комітас! Схиляюся перед Вашим музичним генієм!» У Константинополі Комітас не знайшов безкорисливих однодумців, які допомогли б здійснити його плани. Більше того: якщо в Ечміадзіні він був зі своїм рідним народом, був близький до його побуту й мистецтва, то в Константинополі він був позбавлений і цього. Тим не менш, він продовжував напружено працювати. Особливу увагу приділяє Комітас створенню духовних творів. У цій сфері його шедевр — «Патараг» («Літургія»), написаний для чоловічого хору.
Не менш важливою галуззю було для нього і музикознавство. У Парижі на конференції Міжнародного музичного товариства він читає дві доповіді: «Вірменська народна музика» і «Про старий і новий нотопис вірменської духовної музики», які викликали великий інтерес серед учасників конференції. Комітасу пропонується також прочитати додаткову доповідь на тему: «Про час, місце, акцентуації і ритму вірменської музики».
В період Першої світової війни уряд молодотурків почав здійснювати свою програму жорстокого і нелюдського знищення вірменського народу. У квітні 1915 року разом з цілим рядом видатних вірменських письменників, публіцистів, лікарів, юристів був заарештований і Комітас. Після арешту, супроводжуваного насильством, його було заслано вглиб Анатолії, де він став свідком звірячого знищення світлих умів нації. Попри те, що завдяки впливовим особистостям Комітаса було повернено до Константинополя, пережитий кошмар залишив глибокий, незгладимий відбиток у його душі. Комітас усамітнився від зовнішнього світу, сховався у своїх похмурих і важких думах — зломлений і сумний. У 1916 році здоров'я Комітаса погіршилося, і його помістили в психіатричну клініку. Однак не було жодної надії на одужання. Медицина виявилася безсилою перед згубною хворобою. Геній вірменської музики знайшов свій останній притулок під Парижем, у лікарні містечка Вільжуїф, провівши там майже 20 років.
22 жовтня 1935 Комітас помер.
Навесні 1936 року його прах було перевезено до Вірменії і віддано землі в Єревані. Нині Комітас покоїться в Пантеоні діячів культури.
Не менш трагічною була і доля творчої спадщини Комітаса. Більшість його рукописів було знищено або розгублено по всьому світу.
Католікос усіх вірмен Вазген Перший сказав:
|  | Вірменський народ у пісні Комітаса знайшов і дізнався свою душу, своє духовне «я». Комітас Вардапет — початок, що не має кінця. Він повинен жити вірменським народом, і народ повинен жити їм, відтепер і назавжди. |

## Пам'ять
- Ім'ям Комітаса названа Єреванська державна консерваторія.
- Центральна площа міста Вагаршапата (колишн. Ечміадзин) названа на честь Комітаса.
- Ім'я Комітаса носить один з найкращих концертних залів Єревана — Будинок камерної музики.
- У Вірменії діє також струнний квартет імені Комітаса.
- Його ім'ям названа одна з вулиць Єревана.
- Ім'я Комітаса носить один із найстаріших, улюблених жителями, зелених куточків Єревана — Парк імені Комітаса разом з Пантеоном імені Комітаса, створений архітектором М. Мазманяном
- Сквер імені Комітаса в Парижі.
- У 1996 р. в Єревані відкрилося спеціалізоване музичне видання «Комітас».
- У 1969 р. була випущена поштова марка СРСР, присвячена Комітасу.
- У 2000 р. була випущена поштова марка Вірменії, присвячена Комітасу.
- У 2019 р. був випущений поштовий блок Вірменії з однією маркою, присвячений Комітасу. Дизайнер: Геворг Погосян.
- Відомий вірменський поет Паруйр Севак 1959 року створив поему «Немовкнуча дзвіниця», в якій передав всі жахи Геноциду вірменського народу. Центральною фігурою твору став легендарний композитор Комітас[7].